# 斯特羅伯里 (加利福尼亞州馬林縣)
斯特羅伯里（英語：Strawberry）是位於美國加利福尼亞州馬林縣的一個人口普查指定地區。

## 地理
斯特羅伯里的座標為37°53′49″N 122°30′32″W / 37.89694°N 122.50889°W，而該地最高點為海拔高度68米（即223英尺）。

## 人口
根據2010年美國人口普查的數據，斯特羅伯里的面積為3.450平方千米，當中陸地面積為3.410平方千米，而水域面積為0.040平方千米。當地共有人口5393人，而人口密度為每平方千米1,563人。